# 天长乌毛蕨
荚囊蕨（学名：Cleistoblechnum eburneum），又名天长乌毛蕨、天长罗曼蕨，为乌毛蕨科的Cleistoblechnum唯一的物种。该物种此前被归为乌毛蕨属的一个种，即天长乌毛蕨（Blechnum eburneum），但后来被分出来单独建立属。